# Chiricahua

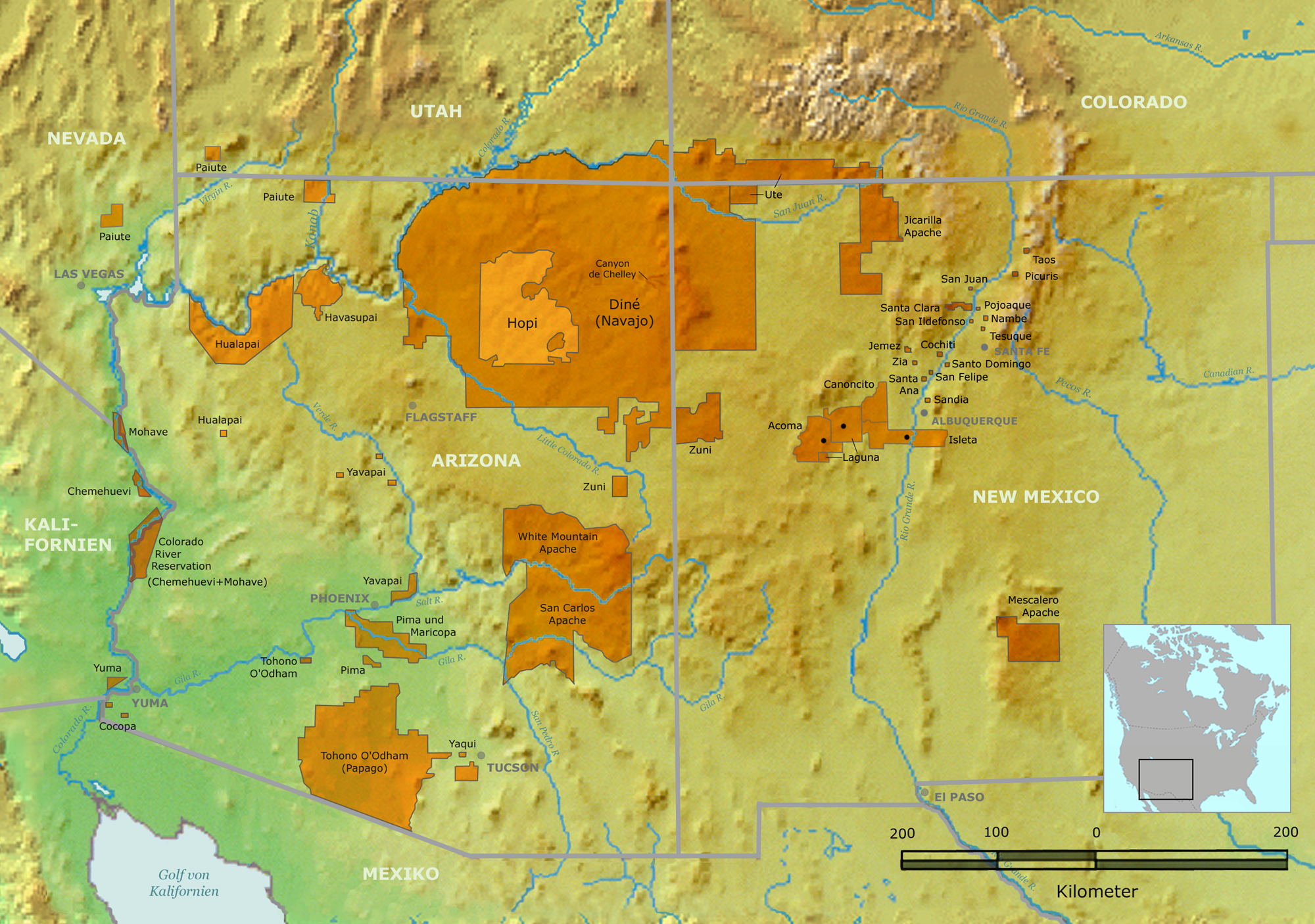
Reservationen der Apachen und benachbarter Stämme im Südwesten der USA

Die Chiricahua sind eine Stammesgruppe der Apachen im Südwesten der Vereinigten Staaten und (vormals) im Nordwesten von Mexiko und zählen kulturell – zusammen mit den Lipan, Jicarilla und Kiowa Apache (Plains Apache) – zu den Östlichen Apache (engl. Eastern Apache). Manchmal werden sie zusammen mit den östlich lebenden Mescalero als Zentrale Apache (engl. Central Apache) bezeichnet.
Ihre Sprache, das Chiricahua oder Ndee Bizaa, eine Dialektvariante des Mescalero-Chiricahua, gehört jedoch – zusammen mit dem Navajo (Diné bizaad) und dem Westlichen Apache – zum Westlichen Zweig der südathapaskischen Apache-Sprachen der athapaskischen Sprache aus der Na-Dené-Sprachfamilie.

## Name
Die heute allgemein gebräuchliche Stammesbezeichnung „Chiricahua“ stammt aus der Sprache der feindlichen Opata für die bevorzugten Siedlungs- und Jagdgebiets von mindestens drei Apache-Lokalgruppen zwischen den Dragoon Mountains und Chiricahua Mountains, die die Opata als Chiwi Kawi oder Chihuicahui/Chiguicagui („Berg der wilden Truthühner“) bezeichneten; später übernahmen die Spanier diese topographische Bezeichnung für die dort ansässigen Apache (und eine Gebirgskette) als „Chiricahui/Chiricahua“. Andere Quellen vermuten das Nahuatl (mit der Bedeutung: „Großer Berg“) als Ursprung der Bezeichnung für das bergige Territorium im Südosten Arizonas und seiner Bewohner. Von den im Nordwesten lebenden Westlichen Apache wurden sie als Ha'i'ą́há / Aiáhal / Aiaho / Hiu-hah oder Hák'ą́yé („Volk der aufgehenden Sonne“, „Volk im Osten“) bezeichnet. Die Chiricahua bezeichneten Fremde (andere Indianer, Spanier, Mexikaner und Amerikaner) als Enee, ⁿdáa oder Indah / N'daa (Dieses Wort hat zwei mögliche Bedeutungen: „fremde Menschen, nicht-Apache“ bzw. „Feind“ sowie: „Auge“.) Die Chiricahua nannten Europäer (mit Ausnahme der Spanier und Mexikaner) Daadatlijende („Blau/Grünäugige Menschen“) oder Indaaɫigáí / Indaaɫigánde („Weißhäutige oder hellfarbige/blassgefärbte Menschen“, wörtlich: „Fremde (feindliche), nicht-Apache, mit weißer/heller Haut“). Łigáí bedeutet „es ist weiß“ oder „es ist blass gefärbt/hellfarbig“, das í am Ende wird meist als „derjenige, der ist“ übersetzt, im Kontext von Menschen jedoch meist als „die Gruppe, die … ist“ (Hoijer, Harry (1943). „Pitch Accent in the Apachean Languages“. Language).
Die Chiricahua nannten sich selbst nicht „Chiricahua“ oder gar „Apache“, sondern wie die meisten indigenen Völker einfach (je nach Dialekt) Nde, Ne, Néndé, Héndé oder Hen-de („Das Volk“, „Menschen“). Sie identifizierten sich meist nur als Bedonkohe (Bidankande) oder als Chokonen (Tsokanende), grenzten sich jedoch von benachbarten Apache-Gruppen als eine sprachliche, kulturelle, verwandtschaftliche und daher auch teilweise politische (meist im Sinne gegenseitiger militärischer Unterstützung) Einheit mit einer hierdurch gemeinsamen Identität als „Chiricahua“ ab. Heute bezeichnen sie mit Chidikáágu (eine Apache-Übernahme des spanischen Wortes: Chiricahua) die Angehörigen der Chiricahua im Allgemeinen und mit Indé alle Apache (ohne Unterscheidung der Stammeszugehörigkeit).
Zunehmend wird heute die Bezeichnung Apache als herabsetzend und erniedrigend empfunden, da diese Namensgebung der feindlichen Zuni für Athapasken auf Apachu („Fremder, Feind“) zurückgeht. Vermehrt wird deshalb für die verschiedenen Apache-Gruppen der Begriff Inde und für die Navajo/Navaho Diné verwendet. Genauso verhält es sich im Falle der Papago (Tohono O’Odham) oder der Sioux (Lakota, Nakota (auch Nakoda) oder Dakota).

## Wohngebiet

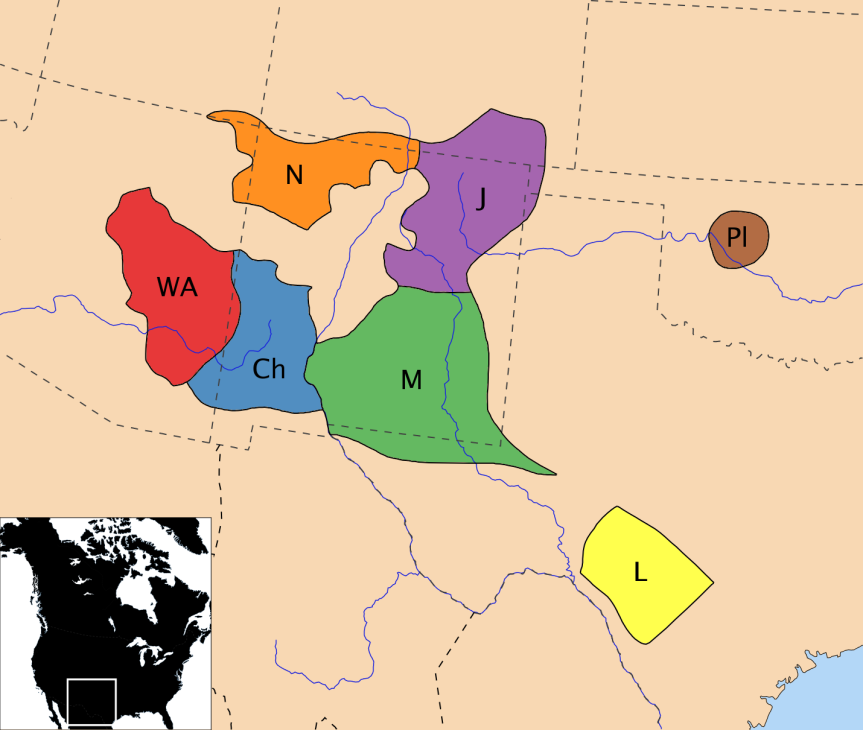
Die Stammesgebiete der Apache im 18. Jahrhundert (Ch – Chiricahua, WA – Western Apache, N – Navajo, M – Mescalero, J – Jicarilla, L – Lipan, Pl – Plains Apache)

Ihr ehemaliges Wohngebiet lag im südwestlichen New Mexico, dem südöstlichen Arizona sowie in der Sierra Madre Occidental im Norden von Sonora und Chihuahua. Die verschiedenen Gruppen der Chiricahua streiften vom San Pedro River in Arizona im Westen bis zum Rio Grande in New Mexico im Osten und vom Salt River (span.: Rio Salado – ‘Salziger Fluss’) und dem Oberlauf des Gila River im Norden bis in die Gegend des Presidios Carrizal (rund 41 Meilen südlich von Nuevo Casas Grandes) im Nordwesten Chihuahuas, sowie in Sonora bis südlich von Bavispe, entlang des Oberlaufs des Río Yaqui. Ihre Gebiete umfassten die Gila Wilderness, Sonora-Wüste, die Chihuahua-Wüste sowie die von den Chiricahua als Blaue Berge bezeichnete Sierra Madre Occidental. Die vorher hier lebenden Zuni wurden vertrieben; daher deren Bezeichnung für die Athapasken als Apachu (‘Fremder’ – ‘Feind’). Dieses Wort wurde von Spaniern, Mexikanern und später Amerikanern als Apaches übernommen. Im Nordwesten von den Chiricahua lebten die Westlichen Apachen sowie die Yavapai, im Norden die Diné, im Osten die Mescalero, im Süden und Südwesten Tohono O’Odham, Hia-Ced O’Odham, Akimel O’Odham, Maricopa sowie Opata. Mit den Yavapai, den Westlichen Apachen sowie mit den Diné herrschte ein gespanntes Verhältnis, das trotz der sprachlichen und kulturellen Verwandtschaft oft in Feindschaft umschlug. Hingegen zählten die Chiricahua ihre östlichen Verwandten, die Mescalero, stets zu ihren verlässlichen Verbündeten. Bei den sesshaften und Ackerbau treibenden Stämmen der Oberen Pima, Unteren Pima, Opata, Maricopa sowie anderen sesshaften mexikanischen Stämmen als auch später bei den Spaniern und Mexikanern waren die Chiricahua, wie auch die anderen Apache-Gruppen, als Räuber, Diebe und grausame Krieger bekannt und gefürchtet. Die Chiricahua dehnten ihr Stammesgebiet auf Kosten der sesshaften Stämme weit nach Süden aus und vertrieben die Sobaipuri und Opata aus Arizona und großen Teilen des nördlichen Sonora.

## Lebensweise
Die westlichen Gruppen der Chiricahua wohnten in einfachen, kuppelförmigen Wickiups aus Ästen und Zweigen, die bei Regenwetter zusätzlich mit Fellen (später Segeltuch) bedeckt wurden, während die östlichen Chiricahua (Chihenne) am Rio Grande das Tipi von den Prärie-Indianern übernommen hatten.
Die Chiricahua waren in vier Gruppen oder Bands aufgeteilt, die in der Regel aus mehreren Lokalgruppen (local bands) bestanden. Diese setzten sich wiederum aus zwei bis fünf matrilokalen und bilateralen Großfamilien (extended families) zusammen, von den Apachen als gotah bezeichnet. Die gotahs waren mehrere, jeweils ein kowa (Wickiup) bewohnende Kernfamilien, die zusammen mit anderen verwandten Familien in einer Rancheria (spanisch: Siedlung) lebten. Daher waren die Mitglieder einer Gruppe mit den meisten, wenn nicht sogar mit allen anderen verwandt. Jede Großfamilie besaß durch Gewohnheitsrecht ihr eigenes Land, in dem sie ihren Lebensunterhalt durch die Jagd auf Hirsche und andere Tiere und das Sammeln von Wildgemüse bestritt. Als sie den Südwesten erreichten, gesellten sich der Feldbau (nur bei den Chihenne) und das Beutemachen auf Raubzügen zu dieser wirtschaftlichen Basis. Die Chiricahua wechselten oft ihre Siedlungen aus Furcht vor Vergeltung und lebten stets in den geschützten Hochlandregionen, in Canyons und Gebirgstälern. Die südlichen Gruppen, die Nednhi als auch manche südliche Lokalgruppe der Chokonen, schützten ihre Lager zudem durch Wachposten. Nur die Lokalgruppen hatten gewählte Anführer (Nantan, manchmal auch Frauen), es gab jedoch keine anerkannten Häuptlinge, die eine allumfassende Macht über die ganze Gruppe ausüben konnten. Diese Anführer besaßen Prestige, das sie sich durch ihre Fähigkeiten und durch persönliche Überzeugungskraft erworben hatten. Zudem waren die meisten Nantans zusätzlich Diyins (Medizinmänner), die eine spezielle Kraft (diya) besaßen. Diese ermöglichte ihnen, Menschen zu führen und die sakralen Aspekte des Raubzuges als auch des Krieges zu berücksichtigen. Alle bekannten Anführer, wie Cochise, Mangas Coloradas, Victorio, Juh waren jeweils nur Nantans ihrer eigenen Lokalgruppe. Cochise war jedoch niemals der Häuptling aller Chokonen oder Mangas Coloradas derjenige aller Chihenne. Cochise war zwar Nantan und Diyin der Chihuicahui-Lokalgruppe der Chokonen. Diese Tatsache verpflichtete aber keineswegs Chihuahua, den Anführer der Chokonen-Lokalgruppe, automatisch zu Gehorsam, sondern er war frei in seinen Entscheidungen und konnte sich, wenn er wollte, Cochise zeitweise anschließen. Allerdings hatten Victorio oder Mangas Coloradas enormen Einfluss auf benachbarte Lokalgruppen, aber sie befehlen oder für sie einen verbindlichen Vertrag abschließen konnten sie nicht.
Zwischen Überfällen und Kriegszügen bestand für die Chiricahua ein strikter sozialer Unterschied. Die Überfälle wurden meist von einer oder mehreren Großfamilien, seltener von Lokalgruppen verübt. Raubzüge wurden stets durchgeführt, wenn die Vorräte im Lager knapp wurden. Die Großfamilie organisierte nun einen Beutezug, um die benötigten Lebensmittel, Munition, Waffen, Rinder, Schafe, Ziegen oder Pferde zu erlangen. An diesen Unternehmungen nahmen zwischen 10 und 30 Krieger teil. Sie liefen nach einem Muster ab, das man heute als Guerilla-Taktik bezeichnen würde. Ziel war es allerdings keineswegs, seinen Gegner zu töten. Die Krieger erlangten keinen besonderen Status, wenn sie ihren Feind töteten und niemals nahmen sie Skalps. Doch errangen sie Prestige, wenn es ihnen gelang, für ihre Familie Nahrungsvorräte und Pferde zu erbeuten. Begegnungen mit dem Feind galt es tunlichst zu vermeiden. Diese Raubzüge begleiteten oft Witwen und Frauen, die ihre Ehemänner begleiteten. Die Frauen waren für die Versorgung der Krieger sowie auch für die Sicherung des Lagerplatzes zuständig. War der Raubzug erfolgreich, trieben die Apachen das gestohlene Vieh schnellstmöglich in die sicheren Bergsiedlungen ihrer Heimat, wobei die Krieger als Scouts die Vorhut und Nachhut bildeten. Das Vieh wurde währenddessen von Frauen getrieben, und wenn nötig, bei einem Angriff auch mit Waffengewalt verteidigt. Bei den Spaniern galten sie deshalb als weibliche Krieger, da die Kriegstüchtigkeit der Frauen bei der Verteidigung der Beute als auch des Lagers beachtlich war.
Ein Kriegszug wurde organisiert, um den Tod eines anderen Gruppenangehörigen zu rächen, und stets war der Anführer ein Verwandter des Toten. Dieser Anführer musste nicht der Anführer der Gruppe sein, sondern er konnte von der trauernden Familie gewählt werden. Manchmal übernahm auch eine Witwe die Verantwortung und führte den Kriegszug. Es kam häufig vor, dass Witwen oder Frauen gemeinsam mit den Männern in den Kampf zogen. Raubzüge wurden meistens von Großfamilien unternommen, während Kriegszüge von einer Lokalgruppe oder sogar mehreren Lokalgruppen organisiert und durchgeführt wurden. An den größeren Unternehmungen konnten 100 bis 200 Krieger teilnehmen.
Die Ansichten der Apachen über den Krieg standen generell in starkem Kontrast zu den Vorstellungen der Plains-Indianer. Es gab keine Kriegerbünde, und jene kämpferische Begeisterung, auch in aussichtsloser Lage standhalten zu wollen, war ihnen ebenso fremd, wie der Brauch des Coup-Zählens. Legendäre Gestalten, wie Geronimo, Naiche oder Cochise wurden deshalb berühmt, weil es ihnen immer wieder gelang, der weit überlegenen US-Kavallerie mit List ein Schnippchen zu schlagen.

## Religion und Kultur
Wie die meisten Indianer waren die Chiricahua tiefreligiöse Menschen. Die Geister, von denen sie glaubten, sie würden die gesamte Natur beseelen, mussten regelmäßig durch Zeremonien im privaten Kreis besänftigt werden. Am wichtigsten aber unter den wenigen öffentlichen Zeremonien war der rituelle Tanz, wenn ein Mädchen die Pubertät erreichte. Der Brauch verlangte, dass jedem Mädchen diese Ehre zuteilwurde. Die verstreut lebenden Angehörigen einer Gruppe kamen dann zusammen und dankten den Geistern, dass das Mädchen gesund das gebärfähige Alter erreicht hatte und folglich dabei helfen konnte, die Zukunft des Stammes zu sichern.

## Geschichte

### Die Legende
Am Anfang lag die Welt in Dunkelheit und es gab weder die Sonne noch den Tag. In der immer währenden Finsternis leuchteten weder der Mond noch die Sterne. Doch es gab viele Arten von Tieren auf der Welt, darunter auch schreckliche, namenlose Ungeheuer. In dieser Welt konnten keine Menschen leben, weil sie sofort von Schlangen und anderen wilden Tieren getötet worden wären. Ein Kind jedoch gab es, das von keiner Bestie gefressen wurde. Seine Mutter, die Weiß bemalte Frau (englisch: White painted Woman) hatte es vor einem Menschen fressenden Drachen versteckt. Als der Junge größer wurde, ging er auf die Jagd. Eines Tages begegnete ihm in den Bergen der Drache. Der Junge schoss drei Pfeile durch seinen Schuppenpanzer und durchbohrte mit einem vierten sogar sein Herz. Der Name dieses Jägers war Inde, der erste seines Stammes. Diese oder ähnliche Schöpfungsgeschichten sind überall bei den Apachen im Umlauf.

### Frühgeschichte
Athapaskisch sprechende Völker waren die letzte große indianische Gruppe, die in den Südwesten der USA kamen. Ursprünglich im nordwestlichen Kanada und in Alaska zu Hause, drangen sie Ende des 14. Jahrhunderts und Anfang des 15. Jahrhunderts, also nicht allzu lange vor Ankunft der Spanier, in den Südwesten vor. Ohne sich dessen bewusst zu sein, brachten Francisco de Coronado und seine Expedition eine neue Art der Fortbewegung in das Land der Apachen, das Pferd, von dem diese mehr als alle übrigen Stämme des Südwestens Gebrauch machen sollten. Mit dem Pferd bekamen sie ein Lasttier, eine neue Nahrungsquelle und ein verlässliches Transporttier, mit dem sie in der Lage waren, ihren bisherigen Aktionsradius erheblich weiter auszudehnen. Das gesamte Stammesgebiet war aufgeteilt unter einem losen Bund von einzelnen Gruppen, die sich zuweilen sogar bekriegten. Dennoch wurden sie von den Völkern, mit denen sie in Konflikt gerieten, als ein einziger Feind angesehen.
Die Chiricahua widersetzten sich der Kolonisierung durch Überfälle und Gewaltakte. Mehrfach mussten sich die weißen Eindringlinge vorübergehend wieder zurückziehen. Ihre ausgedehnten Plünderungszüge bis tief nach Mexiko hinein waren gefürchtet und berüchtigt. Frühe spanische Berichte bezeichneten diese Indianer nicht als Apache, sondern als Sumas, Jocomes und Janos, aber es handelte sich unzweifelhaft um athapaskisch sprechende Gruppen, wahrscheinlich um verschiedene Gruppen der Chiricahua, möglicherweise auch um einige Mescalero-Gruppen. Im 18. Jahrhundert wurden sie allgemein als Apache bezeichnet.
Versuche, diese Stämme zu missionieren, endeten 1684 in einer groß angelegten Rebellion. Um ihre Siedlungen vor erneuten Angriffen der Chiricahua-Gruppen zu schützen, errichteten die Spanier eine Kette von befestigten Militärposten (spanisch: Presidio) im nördlichen Mexiko. Doch eine defensive Kriegsführung war wirkungslos gegenüber der Guerilla-Taktik der Indianer. Außerdem waren die Apachen nicht daran interessiert, die Spanier aus dem Land zu treiben, sondern vielmehr an der Erbeutung von Pferden, Vieh und Lebensmitteln. Strafexpeditionen gegen die Chiricahua in ihrem eigenen Land waren durchweg erfolglos, weil die Indianer offenen Kämpfen geschickt auswichen. Besonders die am weitesten im Süden und somit in der Nähe der Siedlungen lebenden Nednhi wurden oft Opfer spanischer und später mexikanischer Vergeltungsaktionen für Überfälle anderer Apachen-Gruppen. Dies hatte allerdings zur Folge, dass sich die Nednhi nur noch mehr militarisierten. Sie gaben den Ackerbau vollkommen auf und lebten nur noch von Plünderungen und Raub. Sie erwarben sich sogar unter den anderen Apachen einen wilden Ruf, galten als brutal und pure Räuber, die zudem von anderen Gruppen Ausgestoßene aufnahmen und integrierten.

### Das 19. Jahrhundert
Die Spanier und Mexikaner versuchten es später mit einer neuen Taktik. Sie ermutigten die Apachen, in der Nähe der Presidios zu siedeln, wo sie viermal im Jahr Nahrungsmittel, Decken, Kleidung und Alkohol bekamen, bis sie davon abhängig waren. Der Plan war bis 1811 erfolgreich, als die Mexikaner die Lieferungen aus Geldmangel einstellen mussten. Alsbald nahmen die Chiricahua und andere Apachen-Gruppen die Überfälle wieder auf und diese wurden noch zahlreicher und ausgedehnter als zuvor. Plündernde Apachen zogen bis nach Hermosillo in Sonora und 1848 musste Tubac gemeinsam mit vielen anderen mexikanischen Siedlungen geräumt werden.
Als die nördlichen Provinzen Mexikos 1848 durch den Vertrag von Guadalupe Hidalgo an die USA fielen, betrachteten die Chiricahua die Amerikaner zunächst als Freunde und Verbündete gegen die verhassten Mexikaner. Aber nach Gold- und Silberfunden in den 1850er Jahren in Arizona kam es zu ersten Spannungen zwischen amerikanischen Goldsuchern und Apachen. Das größte Problem jedoch war die Forderung der US-Regierung, dass die Chiricahua die Überfälle auf mexikanische Siedlungen jenseits der Grenze einstellen sollten.

#### Cochise
1858 wurde die transkontinentale Postkutschenlinie Butterfield Overland Mail eingerichtet, die quer durch das Land der Chiricahua über den strategisch wichtigen Apache-Pass führte. Dort wurde mit dem Einverständnis von Cochise, einem Häuptling der Chokonen, eine Poststation eingerichtet. Aber im Jahre 1861 gab es einen Zwischenfall, der zu einem offenen Krieg zwischen der US-Armee und Cochise führen sollte. Cochise, der mit seiner Familie zum Apache-Pass gekommen war, wurde fälschlicherweise beschuldigt, einen 10-jährigen Jungen entführt zu haben. George N. Bascom, ein junger ehrgeiziger Leutnant, nahm deshalb Cochise und seine Familie fest. Cochise konnte entkommen und versuchte, die gefangenen Familienmitglieder zu befreien. Nun aber eskalierte die Situation. Cochise überfiel mit einigen Kriegern einen Frachtwagenzug und tötete acht mexikanische Fuhrleute. Daraufhin ließ Leutnant Bascom Cochises Bruder und zwei Neffen aufhängen. Cochise beschloss, die Amerikaner aus seinem Land wieder zu vertreiben und sammelte seine Krieger zu einem blutigen Feldzug. Aus ihren Verstecken in den Bergen kommend überfielen sie Frachtkarawanen, Postkutschen, Bergwerke und kleinere Siedlungen. Die Siedler der gesamten Region ergriffen die Flucht und zwei Monate später hatten Cochise und seine Chiricahua einer Schätzung nach 150 Weiße getötet.
Cochise verbündete sich mit Mangas Coloradas, einem Häuptling der Bedonkohe, und führte 10 Jahre lang einen unerbittlichen Guerilla-Krieg gegen die Weißen. Obwohl sich nie genau feststellen ließ, wie viele Menschen Cochise zum Opfer fielen, war diese Zahl sicher so hoch, dass sie bei den obersten Bundesbehörden große Besorgnis auslösten. 1872 schickte Präsident Ulysses S. Grant einen General aus dem Bürgerkrieg, Oliver Otis Howard, zu Cochise und schließlich wurde ein Friedensvertrag geschlossen. Die Chiricahua durften ihre Lebensweise, ihre Waffen und ihr herkömmliches Jagdgebiet behalten. Die Reservation umfasste die Chiricahua und Dragoon Mountains, in denen der Stamm seit vielen Generationen gelebt und gejagt hatte. Im Jahre 1874 starb Cochise im Alter von 51 Jahren. Sein ältester Sohn Tahzey willigte ein, in die San-Carlos-Reservation am Gila River umzusiedeln.

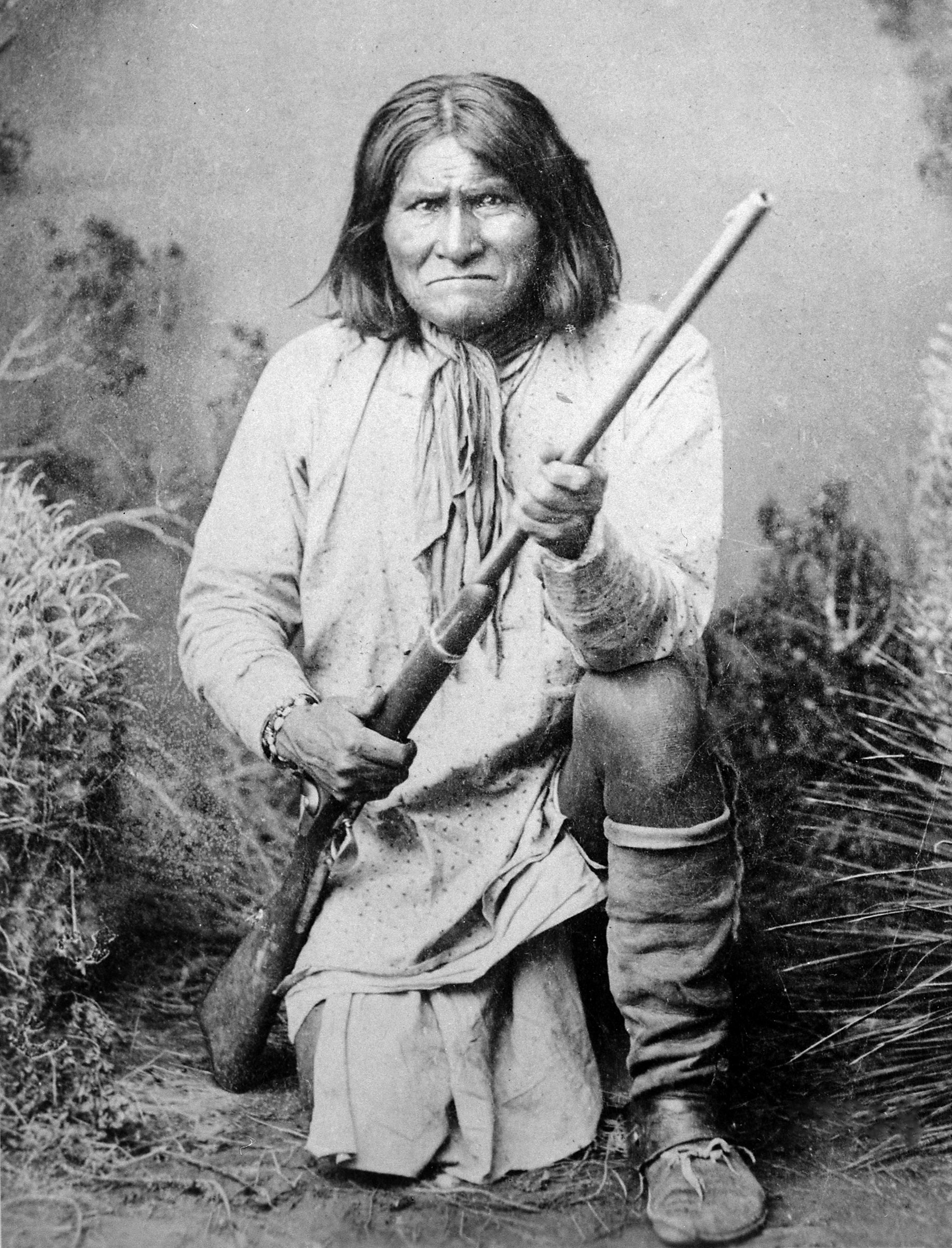
Geronimo

#### Geronimo
Aber einige Führer anderer Chiricahua-Gruppen weigerten sich, das freie Leben aufzugeben, darunter Juh, der Führer der Nednhi und ein heiliger Mann (Diyin) der Bedonkohe namens Geronimo, der eigentlich Gokhlayeh (Einer, der gähnt) hieß. Ebenso wie Geronimo benutzten immer mehr Krieger der Chiricahua die Reservation lediglich als eine Art Zufluchtsstätte. Sie unternahmen im nahen Mexiko ihre Beutezüge und kehrten dann zurück, wenn ihnen der Boden dort zu heiß unter den Füßen wurde. Häufig brachten sie gestohlene Pferde und Rinder mit, die sie an ihre Stammesangehörigen in der Reservation verkauften.
In den folgenden Jahren machte sich Geronimo in der Geschichte des Westens den Namen, der ihn weit über die Grenzen Arizonas bekannt werden ließ. Er galt als letzter Widerstandskämpfer, der fest entschlossen war, für seine Freiheit und die überlieferte Lebensweise länger und heftiger zu kämpfen, als jeder andere Indianer. Als seine Überfälle Mexiko und den Vereinigten Staaten 1882 unerträglich wurden, vereinbarten beide Staaten, dass die Indianer jagenden Truppen beider Länder berechtigt waren, die Verfolgung bis zu 320 Kilometer (200 Meilen) in das Hoheitsgebiet des anderen Landes auszudehnen.
Oberbefehlshaber der amerikanischen Truppen war General George Crook, der sich schon in anderen Feldzügen gegen Indianer bewährt hatte. Crook entwickelte eine eigene Taktik, die sich bald als erfolgreich erweisen sollte. Er war überzeugt davon, dass man einen Apachen braucht, um einen anderen Apachen zu fangen. So verstärkte er seine Kavallerietruppen um 193 Indianerspäher (englisch: Scouts), die er in der Reservation anwarb. Selbst die gejagten Apachen hielten diese Scouts nicht als Verräter, denn schließlich hatten sich einzelne Gruppen von jeher untereinander bekriegt und die tödliche Langeweile in der Reservation tat ein Übriges. Diese Neuerung machte sich bald bezahlt, als eine Gruppe dieser Späher im Mai 1883 ein Apachen-Lager in den mexikanischen Bergen entdeckte und man die Krieger überwältigen konnte. Geronimo war nun bereit, mit Crook zu verhandeln. Der General wusste, dass die Chiricahua über das ganze Land verstreut lebten, gab Geronimo zwei Monate Zeit, um seine Leute zu sammeln und in die Reservation zurückzuführen. Geronimo hielt sich an das Versprechen und kehrte allerdings erst nach neun Monaten, im März 1884, zurück.
In einem 1884 verfassten Brief an seine Vorgesetzten bemerkt Crook stolz, dass „zum ersten Mal in der Geschichte jeder Angehörige des Apache-Stammes in Frieden lebe.“ Aber der Frieden war nur von kurzer Dauer. Ein Jahr später brach Geronimo wieder aus und nahm 42 Männer und 92 Kinder und Frauen mit. Crook sammelte eine Streitmacht, wie es sie noch in keinem der sogenannten Apache-Kriege gegeben hatte – 20 Einheiten Kavallerie und mehr als 200 Späher, insgesamt mehr als 3.000 Mann. Den ganzen Winter 1885/1886 jagten Crooks Truppen den Feind in der Sierra Madre in Mexiko. Im März 1886 ließ sich Geronimo zu einem Treffen mit Crook einige Kilometer südlich der Grenze überreden. Crook und Geronimo verhandelten zwei Tage lang und wieder erklärte sich Geronimo bereit, in die Reservation zurückzukehren. Aber bei Nacht und Regen besann er sich eines Besseren und machte sich erneut aus dem Staub, mit ihm flohen 20 Krieger und 18 Frauen und Kinder.
Crook wurde schon seit einiger Zeit von der Presse angegriffen, er sei zu human gegenüber den Apachen. Als auch sein Vorgesetzter, General Philip Sheridan, ihn dafür rügte, trat Crook von seinem Kommando zurück. Sein Nachfolger wurde General Nelson Miles. Für die Jagd auf Geronimo stellte dieser sogar 5.000 Mann zusammen und auf den Bergen ließ er 30 Spiegel-Telegrafen errichten. Als sich die Chiricahua diesem Massenaufgebot an Menschenjägern immer wieder geschickt entzogen und ihre Beutezüge nach Belieben fortsetzten, verbreitete sich panische Angst unter den Bewohnern der Region. Im Juli 1886 legte Geronimo mitten in der Sierra Madre eine Ruhepause ein und hatte keinen einzigen Mann verloren. Ende August war er endlich bereit, mit General Miles zu sprechen.

### Kapitulation und Internierung
Am 3. September 1886 ergab sich Geronimo und wurde gemeinsam mit weiteren 381 Chiricahua, mit Ketten an Händen und Füßen gefesselt, als Kriegsgefangener nach Florida in die Verbannung geschickt. Männer, Frauen und Kinder wurden getrennt. Die US-Behörden internierten die Frauen in den Mt. Vernon Barracks in Alabama, die Männer in Fort Pickens in Florida, und die Kinder wurden auf die Carlisle Indian Industrial School in Carlisle, Pennsylvania, geschickt, „um dort zivilisiert und erzogen zu werden“. Viele von ihnen starben an Krankheiten, vor allem auf Grund des ungewohnten Klimas. 1894 wurde Geronimo und die restlichen Chiricahua schließlich in ein Militär-Gefängnis nach Fort Sill in Oklahoma verlegt. Geronimo selbst wurde zum Ausstellungsstück degradiert und trat 1901 in Präsident Theodore Roosevelts Inaugurationsparade und 1904 bei der Louisiana Purchase Exposition, der Weltausstellung in St. Louis, auf. Er starb am 17. Februar 1909 in Fort Sill, ohne seine Heimat je wiedergesehen zu haben.
Im Verlauf des 20. Jahrhunderts diente die Geschichte der Chiricahua und deren Anführer als Stoff für zahlreiche Western-Filme Hollywoods und Wildwestromane.

## Demografie
Anfang des 16. Jahrhunderts wurden alle Gruppen der Chiricahua Apache auf rund 3.000 Personen geschätzt, doch die ständigen Kriege gegen Spanier, Mexikaner und später Amerikaner, sowie mehrere schwere Pocken- und Malaria-Epidemien dezimierten die einzelnen Gruppen immer wieder. Sie konnten jedoch bis Mitte des 19. Jahrhunderts durch Adoption und Integration von geraubten indianischen und weißen Kindern und Frauen sowie vor Spaniern, Mexikanern und Amerikanern flüchtenden Indianer ihre Population stabilisieren.
In den 1860er Jahren zählten die Chiricahua Apache rund 3.000 Stammesmitglieder und konnten etwa 750 Krieger aufbieten. Als Ergebnis der ständigen Kämpfe mit Mexikanern und Amerikanern sowie benachbarten Stämmen nahm die Zahl der Chiricahua ständig ab. In den 1870er Jahren konnten sie nur noch 600 Krieger stellen, aufgeteilt auf die vier unabhängig agierenden Bands: Chihenne (etwa 175 Krieger), Chokonen (etwa 150 Krieger), Südliche Chiricahua (etwa 150 Krieger) sowie die Bedonkohe als kleinste Gruppe (etwa 125 Krieger).
Von den heute landesweit rund 25.000 Apachen bezeichnen sich etwa 3.500 als Chiricahua.

## Heutige Situation
Die Nachfahren der verschiedenen Chiricahua Bands sind heute in zwei auf Bundesebene anerkannten Stämmen (englisch: federally recognized tribes) sowie in einem vom Staat Alabama anerkannten Stamm (state recognized tribe) organisiert:
Vereinigte Staaten – Oklahoma
- Fort Sill Apache Tribe of Oklahoma

Der Fort Sill Apache Tribe (auch Fort Sill Chiricahua Warm Springs Apache Tribe) besteht aus Nachfahren der als Kriegsgefangene von 1886 bis 1912 internierten Chiricahua Apache (Chokonen, Chihenne, Bedonkohe und Nednhi), die 1894 in das Militär-Gefängnis nach Fort Sill in Oklahoma gebracht wurden. Die bereits hier siedelnden Kiowa, Comanche und Kiowa Apache stellten ihren ehemaligen Feinden, den Chiricahua Apache, Teile ihres Reservationslandes zur Verfügung. Im August 1912 wurde der Kriegsgefangenen-Status aufgehoben und 1913 zogen 187 Fort Sill Apache in die Mescalero-Reservation in New Mexico zu ihren Stammesverwandten, den Mescalero Apache. 84 Fort Sill Apache blieben als Kriegsgefangen in Oklahoma zurück und wurden erst 1914 freigelassen. In den 1970er Jahren erlaubte es ein Übereinkommen bezüglich des Landanspruchs eine Stammesverfassung zu verabschieden und einige Landstücke in Oklahoma sowie ehemaliges Stammesland in New Mexico und Arizona zu erwerben. 1977 wurden sie als Fort Sill Apache Tribe offiziell als Stamm anerkannt. Heute gibt es rund 670 Stammesmitglieder, von denen die Hälfte über 18 Jahre alt ist. Ungefähr 300 leben in Oklahoma, der Rest verteilt in den Vereinigten Staaten, England und Puerto Rico.
Der Stamm betreibt heute zwei Casinos, das Fort Sill Apache Casino in Lawton, Oklahoma und das Apache Homelands Casino bei Akela, New Mexico
Vereinigte Staaten – New Mexico
- Mescalero Apache Tribe

Die Mescalero Apache Reservation befindet sich im südlichen zentralen New Mexico, ist rund 1.864 km² groß und liegt auf einer Höhe von etwa 1.600 m bis 3.650 m über dem Meeresspiegel. Die hohen Berge sind Teil der Sacramento Mountains, mit dem Sierra Blanca Peak (3.652 m), der für die Mescalero Apache heilig ist. Der Mescalero Apache Tribe besteht heute offiziell aus drei separaten Gruppen, die folgende vormals eigenständigen Stämme repräsentieren: Die Mescalero Apache, die Chiricahua Apache und die Lipan Apache.
Die Twid Ndé (Tú’é'diné Ndé, No Water People, Tough People of the Desert) von den Lipan Apache hatten sich bereits vor der Reservationszeit mit den Mescalero verbündet und verschmolzen um 1850 als Tuetinini mit den Mescalero. Häuptling Magoosh's Lokalgruppe der Tu'tssn Ndé (Tú sis Ndé, Kúne tsá - Big Water People, Great Water People) suchte um 1850 ebenfalls bei den Mescalero Zuflucht, 1904 floh Häuptling Venego mit seiner Lokalgruppe aus Zaragoza in Mexiko. Beide Gruppen verschmolzen mit den Mescalero zu den Tuintsunde.
1913 zogen 187 Fort Sill Apache Chiricahua (Chokonen, Chihenne, Bedonkohe und Nednhi) in die Mescalero-Reservation in New Mexico zu den Mescalero Apache. Im August 1912 war der Kriegsgefangenen-Status aufgehoben worden. Waren die Mescalero früher bereits manche Mischehen mit Chihenne und Lipan eingegangen, hatten sie zu den Chokonen, Bedonkohe und Nednhi anfangs ein gespanntes Verhältnis. Im Laufe der Zeit entstanden aber durch das Zusammenleben auf engem Raum immer mehr freundschaftliche und familiäre Kontakte zwischen den verschiedenen Gruppen und es entwickelten sich starke und enge Beziehungen untereinander. Schließlich wurden 1964 alle Apache im Reservat ungeachtet ihrer Herkunft als Mescalero anerkannt.
Der Stamm betreibt das Ski Resort Ski Apache sowie das benachbarte Hotel und Casino für Touristenverkehr, das Inn of the Mountain Gods Resort and Casino. Zudem errichteten sie in der Nähe ihres Verwaltungszentrums in Mescalero, New Mexico, ein Kulturzentrum, das Cultural Museum. Der Stamm besitzt ein noch größeres Museum im Dog Canyon südlich von Alamogordo, New Mexico. Im Jahr 2000 gab es laut Zensus 3.156 und im Jahr 2013 3.979 Stammesmitglieder.
Vereinigte Staaten – Alabama
- MOWA Band of Choctaw Indians (MBCI)[12]

Im Jahr 1979 wurde die MOWA Band of Choctaw Indians als erster Stamm vom Bundesstaat Alabama als Stamm anerkannt. Der Name MOWA bezieht sich auf die Namen der Countys Mobile County und Washington County, in denen sich die heutigen Reservatsgebiete befinden.
Die rund 1,2 km² umfassende MOWA Choctaw Reservation befindet sich entlang des Mobile River und Tombigbee Rivers zwischen den kleinen Gemeinden McIntosh, Mount Vernon und Citronelle im Südwesten von Alabama, nördlich von Mobile. Sie sind Nachfahren von Choctaw, Muskogee (auch Creek), Chickasaw, Cherokee und Chiricahua Apache, die in den Mt. Vernon Barracks von 1887 bis 1894 als Kriegsgefangene interniert waren. Die Mehrheit hat Choctaw-Vorfahren aus Mississippi und Alabama, die 1830 der Zwangsumsiedlung ins Indianerterritorium zur Zeit des Dancing Rabbit Creek-Vertrages entgehen konnten. Neben den Stammesmitgliedern in der Reservation, leben etwa 3.600 in 10 kleinen Siedlungen nahe der Reservation. Laut dem United States Census 2000 gehören der MOWA Band of Choctaw Indians ca. 6.000 Stammesmitglieder an.
Heute (Stand 2007) sprechen noch 175 Chiricahua Apache ihre Muttersprache, das Chiricahua, eine Dialektvariante innerhalb des Mescalero-Chiricahua Apache, hiervon 149 in der Mescalero Apache Reservation in New Mexico, der Rest in Fort Sill in Oklahoma.

## Bands und Lokalgruppen der Chiricahua
Es gab vier Bands bei den Chiricahua, die wiederum aus mehreren Lokalgruppen (gotahs, englisch local bands) bestanden:
Chokonen, Chukunende oder Tsokanende (Ch’ók’ánéń, Tsoka-ne-nde, Tcokanene, Chu-ku-nde, Chukunen, Ch’úk’ánéń, Ch’uuk’anén – „Volk von den Berghängen“, auch Chiricaguis, wirkliche oder Zentrale Chiricahua)
- Chokonen Lokalgruppe (lebten westlich des heutigen Safford in Arizona, entlang des Oberlaufs des Gila River, und nordöstlich entlang des San Francisco River bis in die Mogollon Mountains in New Mexico sowie im San Simon Valley im Südwesten, nordöstliche Lokalgruppe)[Anmerkung 3]
- Chihuicahui Apache Lokalgruppen (abgeleitet aus der Opata-Sprache: “Chiwi Kawi” oder “Chihuicahui/Chiguicagui”: „Berg der wilden Truthühner“, womit diese das bevorzugte Siedlungs- und Jagdgebiet von mindestens drei Lokalgruppen zwischen den Dragoon Mountains und Chiricahua Mountains im Südosten Arizonas westlich des San Pedro River beschrieben, ihre Westgrenze bildeten die heutigen Ortschaften Engin, Benson, Johnson und Willcox, streiften nordwärts bis zum San Simon River sowie ostwärts bis ins südwestliche New Mexico, beherrschten die Huachuca Mountains (in Apache: „Donner Berge“), die südlichen Pinaleno, sowie die Winchester, Dos Cabezas, Chiricahua, Dragoon und Mule Mountains, heute befindet sich das Chiricahua National Monument auf ehemaligen Stammesgebiet, Eigenbezeichnung eventuell Shaiahene, im Englischen auch als Huachuca Mountains Apache als Cochise Apache bekannt, südwestliche Lokalgruppe)[Anmerkung 4]
  - Cai-a-he-ne Lokalgruppe („Volk der Untergehenden Sonne, d. h. im Westen“, lebten am weitesten westlich von allen Chihuicahui, westliche Lokalgruppe, Cochise's Gruppe)
  - Tse-ga-ta-hen-de Lokalgruppe („Rock Pocket People“, lebten in den Chiricahua Mountains)
  - Dzil-dun-as-le-n Lokalgruppe („Rocks At Foot of Grass-Expanse“, lebten in den Dragoon Mountains)
- Dzilmora Lokalgruppe (lebten in den Alamo Hueco, Little Hatchet und in den von den Apache als Dzilmora bezeichneten Big Hatchet Mountains im Südwesten New Mexicos, südöstliche Lokalgruppe)
- Animas Lokalgruppe (lebten südlich des Gila River, westlich des San Simon Valley in den Peloncillo Mountains entlang der Arizona-New Mexico-Grenze südwärts bis zum Guadalupe Canyon und östlich im Animas Valley und den Animas Mountains im Südwesten New Mexicos, südliche Lokalgruppe)
- namentlich nicht bekannte Lokalgruppe (lebten im Nordosten Sonoras, Mexiko, und im angrenzenden Arizona, im Guadalupe Canyon, entlang des San Bernardino River, in den nordwestlichen Teilen der Sierra San Luis, im Batepito Valley mit der Sierra Pitaycachi, östlich von Fronteras, als ihrer Festung)
- namentlich nicht bekannte Lokalgruppe (lebten östlich von Fronteras in der Sierra Pilares de Teras in Sonora)
- namentlich nicht bekannte Lokalgruppe (lebten in der Sierra de los Ajos nordöstlich des Sonora River, entlang des Bavispe River nördlich bis nach Fronteras)

Bedonkohe, Bidánku oder Bidankande (Bi-dan-ku – „Volk, das an der vordersten Front siedelt“ oder Bi-da-a-naka-enda – „Volk das an der Grenze zum Feind siedelt“, lebten im Westen New Mexicos in den Mogollon Mountains und Tularosa Mountains zwischen dem San Francisco River im Westen und dem Gila River im Südosten; da ihr bevorzugtes Rückzugsgebiet oft die Mogollon Mountains waren, wurden sie auch Mogollon Apaches genannt, genau wie andere Lokalgruppen der Apache entlang des Gila River und in den Gila Mountains wurden sie oftmals als Gileños oder Gila Apaches bezeichnet, Nordöstliche Chiricahua)
- namentlich nicht bekannte Lokalgruppe (lebten in den Mogollon Mountains)
- namentlich nicht bekannte Lokalgruppe (lebten ebenfalls in den Mogollon Mountains)
- namentlich nicht bekannte Lokalgruppe (lebten in den Tularosa Mountains)

Chihenne, Chihende oder Tchihende (Chi-he-nde, Tci-he-nde, Chíhéne, Chííhénee’ – „rot bemaltes Volk“ oder „Volk der roten Farbe“, der Name könnte sich auf die Rotfärbung des kupferhaltigen Stammesgebiets beziehen, oft als Copper Mine, Warm Springs/Ojo Caliente Apache, Mimbreños/Mimbres, Gila Apaches bezeichnet, Östliche Chiricahua)
- Warm Springs Apache Lokalgruppen (mit Warm Springs oder im Spanischen Ojo Caliente - „Heiße/Warme Quellen“ wurde ihr bevorzugtes Rückzugsgebiet - das Hot Springs-Gebiet - bezeichnet, die Apache selbst nannten das Gebiet Tih-go-tel - „Vier breite Ebenen“)
  - nördliche Warm Springs Lokalgruppe (lebten nordöstlich der Bedonkohe in den Datil, Magdalena und Socorro Mountains, den Plains of San Agustin, und im Norden vom heutigen Quemado östlich bis zum Rio Grande, nördliche Lokalgruppe)[16]
  - südliche Warm Springs Lokalgruppe (auch: Wirkliche Warm Springs, siedelten in der Nähe von Ojo Caliente in der Nähe des heutigen Monticello, zwischen dem Cuchillo Negro Creek und dem Animas Creek, beherrschten die San Mateo und Negretta Mountains sowie die Black Range westlich des Rio Grande bis zum Gila River, nutzten die Thermalquellen in der Nähe des heutigen Truth or Consequences, früher Hot Springs genannt, daher als Warm Springs Apaches oder Ojo Caliente Apaches bezeichnet, südliche Lokalgruppe)
- Gila / Gileños Apache Lokalgruppen (oftmals als Sammelbegriff für alle Lokalgruppen der Chiricahua und Westlichen Apache entlang des Gila River und in den Gila Mountains gebraucht)
  - Ne-be-ke-yen-de Lokalgruppe („Volk des Landes“ oder „Volk, dem diese Erde/dieses Land gehört“,[17] auch: Copper Mine Apaches, höchstwahrscheinlich eine gemischte Chihenne-Bedonkohe-Lokalgruppe, lebten südwestlich des Gila River, besonders bei den Santa Lucia Springs in den Burro Mountains, nordwestlich des heutigen Silver City, beherrschten die Pinos Altos Mountains, Pyramid Mountains und die Umgebung der heutigen Geisterstadt Santa Rita del Cobre entlang des Mimbres River im Osten, früher als Gileños oder Gila Apaches bezeichnet, wurden sie nach der Entdeckung ertragreicher Kupferbergwerke bei Santa Rita del Cobre in der Folge meist als Copper Mine Apaches („Kupferbergbau-Apachen“) bezeichnet; westliche Lokalgruppe)[18]
  - Mimbres/Mimbreño Lokalgruppe (lebten im südöstlichen West-New Mexico, zwischen dem Mimbres River und dem Rio Grande in den Mimbres Mountains und der Cook’s Range, daher als Mimbres Apaches oder Mimbreño Apaches bezeichnet, östliche Lokalgruppe)
  - nicht namentlich bekannte Lokalgruppe (lebten im südlichen New Mexico in den Pyramid Mountains und in den von den Chihenne Dzlnokone - „Long Hanging Mountain“ genannten Florida Mountains, wanderten im Osten bis zum Rio Grande und im Süden bis zur mexikanischen Grenze, südliche Lokalgruppe)

Nednhi, Nde’ndai oder Ndendahe (Ndéndai, Nde-nda-i, Nédnaa’í, Ndé’indaaí, Ndé’indaande, Ndaandénde – „Feindliches Volk“, „Volk, das Ärger bereitet“, „Volk (das unter) Feinden (lebt)“, oft als Bronco Apaches - „wilde Apachen“, Sierra Madre Apaches bezeichnet, Südliche Chiricahua).
- Nednhi Apache Lokalgruppen (lebten im Nordwesten Chihuahuas, Nordosten Sonoras sowie im Südosten Arizonas und streiften tief nach Süden in die Sierra Madre, nannten sich wahrscheinlich Dzilthdaklizhéndé - „Volk der Blauen Berge, d. h. der Sierra Madre“, nördliche Lokalgruppe, unterteilten sich in mindestens fünf Lokalgruppen)
  - Janeros Lokalgruppe (auch: Wirkliche Nednhi, lebten im Nordwesten Chihuahuas und Nordosten Sonoras, südlich in die Sierra San Luis, Sierra del Tigre, Sierra de Carcay, Sierra de Boca Grande, westwärts jenseits des Aros River bis nach Bavispe, im Osten entlang des Janos River und Casas Grandes River bis zum Lake Guzmán im nördlichen Guzmán Basin, handelten bevorzugt mit dem Presidio Janos, nannten sich wahrscheinlich Dzilthdaklizhéndé - „Volk der Blauen Berge, d. h. der Sierra Madre“, nördliche Lokalgruppe)
  - Tu-ntsa-nde Lokalgruppe („Volk entlang des großen Wassers, d. h. des Aros River“, ihre Festung namens Guaynopa befand sich in einer Schleife des Papigochic River (Aros River) östlich der Grenze von Sonora nahe einem Berg namens Dzil-da-na-tal - „Mountain Holding Head Up And Peering Out“, kleinste Lokalgruppe)
  - Haiahende Lokalgruppe („Volk der aufgehenden Sonne. d. h. des Ostens“, lebten in den Peloncillo Mountains, Animas Mountains und Florida Mountains im Südosten Arizonas und im Panhandle von New Mexico sowie südwärts bis in die angrenzenden Berge im Nordosten von Sonora und den Hochebenen im Nordwesten von Chihuahua - evtl. identisch mit der ebenfalls erwähnten „Hakaye Lokalgruppe“ im gleichen Gebiet)
- Carrizaleños Lokalgruppe (von den Chiricahua als Gol-ga-he-ne - „Volk der Ebene“ oder Gul-ga-ki - „Volk der Präriehunde“ bezeichnet, auf Grund ihrer Vorliebe in den Ebenen im Norden von Chihuahua, zwischen den Presidios von Janos im Westen und Carrizal und El Carmen sowie des Lake Santa Maria im Osten, südlich bis nach Corralitos, Nuevo Casas Grandes und Agua Nuevas, 60 Meilen nördlich von Chihuahua zu leben, beherrschten das südliche Guzmán Basin sowie die Bergketten entlang des Casas Grandes River, San Miguel River, Santa Maria River und Carmen River, nannten sich wahrscheinlich Tsebekinéndé - „Stone House People / Rock House People“, südöstliche Lokalgruppe)
- Pinaleños Lokalgruppe (lebten im nördlichen Grenzgebiet zwischen Sonora und Chihuahua, südlich von Bavispe, zwischen dem Bavispe River und Aros River, beherrschten die Sierra Huachinera, Sierra de los Alisos und Sierra Nacori Chico. Diese Berge haben einen großen Waldbestand an Apachen-Kiefern - daher wurden sie Pinaleño Apaches oder Pinery Apaches - „Apachen der Kiefernwälder“ genannt, südwestliche Lokalgruppe)

Die Carrizaleňo-Nednhi teilten sich nicht nur überlappende Gebiete in der Umgebung von Casas Grandes und Agua Nuevas mit dem Tsebekinéndé, einer südlichen Mescalero-Gruppe, die von den Spaniern oft Aguas Nuevas genannt wurden, sondern auch den gleichen Namen – Tsebekinéndé. Von den Spaniern, Mexikanern und Amerikanern wurden diese beiden verschiedenen Apachen-Gruppen daher oft miteinander verwechselt. Das Gleiche gilt für die Janeros-Nednhi (Dzilthdaklizhéndé) und den nordöstlich und östlich lebenden Dzithinahndé der Mescalero.
Die entweder als „namentlich nicht bekannt“ oder unter spanisch/englischen „Namen“ oben gelisteten Lokalgruppen der Chokonen, Chihenne, Bedonkohe sowie die der bis zu drei weiteren Lokalgruppen der Nednhi – die jeweils nach ihren Führern, ihrem Wohngebiet oder einer besonderen Eigenart, beispielsweise der Bemalung oder Kleidung – benannt waren, sind durch die Aktionen der mexikanischen und später der US-Armee bereits früh vernichtet oder zersprengt worden, so dass ihre Namen den überlebenden Apache am Ende des 19. Jahrhunderts nicht mehr bekannt waren.
Entweder wurden sie bei Operationen der mexikanischen und amerikanischen Armee (1840–1870) vernichtet, wie die Pinaleño-Nednhi, oder hatten sich anderen weniger dezimierten Lokalgruppen angeschlossen. Die versprengten Carrizaleños-Nedhni schlossen sich entweder ihren nördlichen Verwandten, den Janeros an oder Mescalero-Lokalgruppen im Südosten und Nordosten. Bei den letzten Kämpfen der Chiricahua wurden viele Lokalgruppen derart dezimiert, dass sie nicht mehr in der Lage waren, allein im Kampf zu bestehen und ihre Sicherheit sowie Freiheit zu behaupten. Die Janero-Nednhi unter Juh wurden in dieser Zeit zu einem Sammelbecken von kleinsten Gruppen, die den Kampf fortsetzen wollten.

## Bekannte Anführer und Häuptlinge der Chiricahua
Chokonen (Chukunende / Tsokanende):
- Cochise (Apache-Name Shi-ka-She und A-da-tli-chi („hat die Qualität oder Festigkeit einer Eiche“) oder Goci („seine Nase“), nachdem die Weißen ihn „Cochise“ nannten übernahmen die Apache diese Bezeichnung als K'uu-ch'ish oder Cheis („Eiche, Hartholz“), ca. *1805/1823 - †8. Juni 1874, war in den 1840–1850er Verbündeter Miguel Narbona's, des führenden Kriegshäuptlings der Chokonen, folgte Pisago Cabezón (vermutlich sein Vater) in den 1850er als ein Häuptling der Chokonen nach, mit den Tod von Miguel Narbona Mitte der 1850er wurde er zum überragenden Häuptling der Chokonen - vergleichbar mit der Stellung seines Schwiegervaters Mangas Coloradas bei den Chihenne-Bedonkohe, hatte mindestens zwei namentlich bekannte jüngere Brüder - Juan und Coyuntura (in Apache: Kin-o-Tera), heiratete Dos-teh-seh, eine Tochter von Mangas Coloradas)
- Taza (Apache-Name Daza („schwer“, bezogen auf seinen kompakten, robusten Körperbau), auch: Tahzay, Tazhay, Tazi, Tahzi, Tazhe, Tah-ze, ca. *1843 – 26. September 1876; älterer Sohn von Cochise, Bruder von Naiche und Halbbruder von Dash-den-zhoos und Naithlotonz/Naiche-dos, berühmter Krieger und Medizinmann, folgte Cochise als Anführer der Chihuicahui-Lokalgruppe sowie führender Häuptling der Chokonen, hatte jedoch nur noch Kontrolle über die Hälfte der Chokonen; die anderen Häuptlinge/Anführer waren Nahilzay, Skinya, Cathla (Cullah) und Chihuahua, weitere ca. 190 Chokonen hatten sich den Chihenne-Bedonkohe unter Esquine und Chiva angeschlossen)
- Naiche (auch: Nache, Nachi, Natchez („der Schelm“, „der Unheilstifter“), ca. *1856/1858; † 16. März 1919 in Mescalero in der Mescalero Apache Reservation; jüngerer Sohn von Cochise, Bruder von Taza und Halbbruder von Dash-den-zhoos und Naithlotonz/Naiche-dos, letzter traditioneller Häuptling der Chihuicahui-Lokalgruppe, wurde jedoch nicht von allen Chokonen als führender Häuptling anerkannt, so dass mehrere prominente Krieger seinen Anspruch bestritten)
- Ulzana (auch Josanni, Jolsanie, abgel. von Apache-Name Ozaní’ („gegerbtes Wildleder“) oder Bį-sópàn („großes Wildleder“), ca. *1821 - †1909, segundo (Kriegshäuptling) seines Bruders Chihuahua)
- Chihuahua (auch: Chewawa, Apache-Name Kla-esh oder Tłá'í'ez („Mit dem Fuß etwas unter etwas anderes schieben“), ca. *1822/1825 - 25. Juli 1901, jüngerer Bruder von Ulzana und Häuptling der Chokonen-Lokolgruppe der Chokonen Band, loyal zu Cochise bis zu dessen Tod, weigerte er sich Taza und Naiche, Cochise's Söhne, als führende Häuptlinge anzuerkennen)
- Chato (auch: Chaddo, Chatto, später auch Alfred Chato, Apache-Name Mahtank, *1854; †13. August 1934, seine Mutter war eine Chokonen und sein Vater der Bedonkohe-Führer Jóse Mangas (Bruder Mangas Coloradas'), 1870–1880er Häuptling einer Chokonen-Lokalgruppe)

Bedonkohe (Bidánku / Bidankande):
- Juan Diego Compá (Nachfolger seines Vaters El Compá als Häuptling der Janeros-Nednhi bei Janos, später zudem Häuptling einer Bedonkohe-Lokalgruppe und segundo (Kriegshäuptling) seines Bruders Juan Josè Compá, des damals mächtigsten Häuptlings unter den Chiricahua Bands)
- Mahko (auch: Old Mahko; führender Häuptling aller Bedonkohe, sein Sohn Taklishim, Vater von Geronimo, konnte sich jedoch nicht gegenüber rivalisierende Anführer, Mano Mocha und Luis, durchsetzen, so dass die Führung der Bedonkohe zersplitterte, später wurde der Chihenne Mangas Coloradas zum Häuptling gewählt)
- Mano Mocha (span.: „mokka[farbige] Hand“, da eine Hand im Kampf gegen einen Grizzly verstümmelt wurde, Apache-Name Tuin, ca. *1780 - †1840er; Anführer einer Lokalgruppe in den Mogollon Mountains und bedeutender Kriegshäuptling, verhinderte nach dem Tod von Mahko, dass dessen Sohn die Nachfolge als Häuptling antrat, übernahm in den 1830–1840er Jahren die moderatere Politik der Chokonen Bands gegenüber Mexiko, einer seiner Söhne wurde von Skalpjägern Anfang Juli 1849 in Corralitos, Chihuahua, bei Friedensverhandlungen getötet)
- Geronimo (span. Anrufung des Heiligen Hieronymus (Jerónimo), Apache-Name Gokhlayeh, Goyaałé bzw. Goyáálé („Der Gähnende“), *16. Juni 1829 - †17. Februar 1909, Enkel des letzten bedeutenden Bedonkohe-Häuptlings Mahko, Medizinmann und Kriegshäuptling einer Gruppe von Bedonkohe, Chihenne und Nednhi, er war nie ein anerkannter/gewählter Häuptling der Bedonkohe und unterstand immer der Führung der Häuptlinge Loco, Nana, Juh und Naiche)

Chihenne (Chihende / Tchihende):
- Juan Josè Compá (ca. *1786 - †1837 ermordet im Santa Rita del Cobre-Massaker; gebürtiger Nednhi, sein Vater El Compá war ein bedeutender Häuptling der Janeros-Nednhi, der seit den 1830er als Vermittler zwischen Mexiko und Apache auftrat und permanent friedlich beim Presisio Janos siedelte, Juan Josè Compá folgte seinem Vater 1794 als Häuptling der Bedonkohe und später auch der „Coppermine“ Mimbreño-Chihenne, war führender Häuptling südlich des Gila River im Südwesten New Mexicos und Nordwesten Chihuahuas und Unterzeichner der Friedensverträge von 1832 und 1835, evtl. Onkel des Häuptlings Delgadito)[20]
- Fuerte (span.: „Stark“, auch: Soldado Fiero („Wilder, harter Soldat“), ca. *? - †1835/1837 nahe Santa Rita del Cobre, Häuptling der „Warm Springs“ Mimbreño-Chihenne und wichtigster Häuptling nach Juan Josè Compá, wurde von Presidio-Truppen aus Janos, Chihuahua, ermordet.)
- Cuchillo Negro (span.: „Schwarz[gefärbt]es Messer“, Apache-Name Baishan - „Messer“, ca. *1796 – †24. Mai 1857, Sohn von Häuptling Fuerte/Soldado Fiero und Schwager von Mangas Coloradas, Häuptling der „Warm Springs“ Mimbreño-Chihenne und wichtigster Häuptling nach Mangas Coloradas, wurde von US-Truppen 1857 im Canyon de los Muertos Carneros (Canyon der toten Schafe) getötet)[21]
- Delgadito (span.: „dünn“, „schmal“, Apache-Name Tudeevia bzw. Dudeevia, Kriegshäuptling unter Juan Josè Compá (evtl. seinem Onkel) und Fuerte/Soldado Fiero sowie deren Nachfolgern Mangas Coloradas und Cuchillo Negro, diente den Häuptlingen Mangas Coloradas und Cuchillo Negro bei Verhandlungen oftmals als Sprecher, nach der Ermordung von Mangas Coloradas folgte er ihm als Häuptling der „Coppermine“ Mimbreño-Chihenne, neben Victorio führender Häuptling der Chihenne)
- Mangas Coloradas (auch: Mangus Colorado, span.-mexikanisch für „(blut)rot gefärbte Ärmel“, Red Sleeves (deutsch: „Rote Ärmel“) - Übernahme seines Apache-Spitznamens Kan-da-zis Tlishishen („Rotes/Pinkes Hemd“, da er immer ein rotes Shirt im Kampf trug), eigentlicher Name Dasoda-hae („Er sitzt einfach nur da“), * 1797; ermordet am † 18. Januar 1863, gebürtiger Bedonkohe, Nachfolger von Juan Josè Compá als Häuptling der „Coppermine“ Mimbreño-Chihenne sowie von Mahko als Häuptling der Bedonkohe, Schwiegervater der Häuptlinge Cochise, Victorio und Kutu-hala/Kutbhalla (wahrscheinlich identisch mit Caballero/Ca-bal-le-so, Häuptling der Nit'ahéndé Band der Northern Mescalero), bis zu seiner Ermordung für ca. 25 Jahre bedeutendster Anführer unter den Chiricahua Bands[22])
- Victorio (spanisch für „Der Sieger, Der Siegreiche“, Apache-Name Bidu-ya, Beduyat oder Beduiat - „Der, der seine Pferde kontrolliert“, ca. *1825 - †14/15. Oktober 1880, Tres Castillos, Chihuahua, Mangas Coloradas’s Schwiegersohn und Nachfolger von Cuchillo Negro als Häuptling der „Warm Springs“ Mimbreño-Chihenne, übertraf bald Delgadito an Ansehen und wurde führender Häuptling der Chihenne, unternahm mit einer Band aus ca. 200 bis 250 Kriegern der Chihenne, Bedonkohe sowie Mescalero und einiger Comanche unter Häuptling Caballero/Ca-bal-le-so (Victorio's Schwager) sowie Frauen und Kindern 1879/1880 mehrere erfolgreiche Raids in New Mexico, Texas und Chihuahua, wurde in der Schlacht von Tres Castillos von Colonel Joaquin Terrazas und 260 Soldaten sowie Tarahumara-Scouts besiegt, 61 Krieger und Victorio sowie 16 Frauen und Kinder wurden getötet, 68 Frauen und Kinder in Chihuahua City in die Sklaverei verkauft)[23]
- Nana (span. „Großmutter“, Apache-Name Haškɛnadɨltla („Wütend, Er ist aufgebracht/aufgeregt“) und Kas-tziden („Gebrochener Fuß“); ca. *1800 - †1894, Neffe von Delgadito, heiratete eine Schwester von Geronimo, segundo und Kriegshäuptling von Cuchillo Negro sowie dessen Nachfolger Victorio, nach Victorio's Tod Häuptling der „Warm Springs“ Mimbreño-Chihenne)
- Loco (span. „der Verrückte, der Waghalsige, Mutige“, Apache-Name Jlin-tay-i-tith und Lidayisil („Stoppt - Sein Pferd“), *1823 - †1905, wurde nach Delgadito's Tod Häuptling der „Coppermine“ Mimbreño-Chihenne und zweitmächtigster Häuptling nach Victorio)[24]
- Ka-ya-ten-nae (Apache-Name Kadhateni bzw. Gait-en-eh, auch: Ka-T-Te-Kay und Kaetenna („Spiegelglas“), *1858 - †Januar 1918, berühmter Krieger, auf Grund eines Mordversuchs auf Britton Davis wurde er drei Jahre auf der Gefängnisinsel Alcatraz interniert, zweiter Ehemann von der Kriegerin Gouyen („Jene, die weise ist“, ca. *1857 - †1903) und Stiefvater von Kaywaykla)[25]
- Mangas (auch: Mangus, später: Carl Mangus, ca. *1846 - †9. Februar 1901, Fort Sill, Oklahoma, jüngster Sohn von Mangas Coloradas, Anführer einer Chihenne-Lokalgruppe und überzeugter Kämpfer für die Ansprüche der Chihenne auf eigenes Land, kapitulierte mit seiner kleinen Gruppe im Oktober 1886 als letzter Apachen-Führer, nachdem bereits Chihuahua im Frühjahr sowie Naiche und Geronimo im September 1886 sich ergeben hatten, diente bis zu seinem Tod als Fort Sill's Native Scout in der US-Armee und wurde daher auf dem Old Post Cemetery und nicht auf dem Prisoner of War Cemetery bestattet.)

Nednhi (Nde’ndai / Ndendahe):
- Coleto Amarillo (span.: „Gelbes Hemd“, *? - †1852, Häuptling der Janeros-Nednhi und in den 1840–1850er der führende Häuptling der Nednhi, bedeutendster Fürsprecher der Chiricahua-Häuptlinge im Juni 1850 beim Frieden von Janos, Chihuahua, wurde 1852 von Militär aus Sonora nördlich des Lake Guzmán im NW Chihuahuas getötet[26], ein gleichnamiger Sohn war in den 1850–1860er Anführer einer kleinen Janeros-Nednhi-Gruppe)
- Láceres (auch: Láceris, Häuptling der Janeros-Nednhi und in den 1840–1850er nach Coleto Amarillo der führende Häuptling der Nednhi)
- Arvizu (ca. *1795 - †1851, Anführer einer Janeros-Nednhi-Gruppe, diese lebte seit den 1820er meist nahe Janos, Chihuahua, unterzeichnete die Friedensverträge von 1842 und 1850, wurde jedoch im Carrasco-Massaker 1851 von Sonora-Truppen ermordet.)
- Natiza (neben Juh führender Häuptling der Janeros-Nednhi der 1860–1870er)
- Juh (auch: Jui, Hu, Ho, Whoa (sprich: Hoo), Apache-Name Tan-Dɨn-Bɨl-No-Jui („Er bringt viele (geraubte) Dinge mit sich“) und Ya-Natch-Cln bzw. Ya-Nach-Cle („der Weitsichtige“), ca. *1825 - †November 1883, ab Mitte der 1850er bis zu seinem Tod Häuptling der Janeros-Nednhi und letzter bedeutender Nednhi-Führer sowie nach Victorio's Tod der letzte bedeutende militärische Führer der Chiricahua Bands)